# Вавилов Олег Михайлович
Олег Михайлович Вавилов (8 січня 1950, Термез, Узбецька Радянська Соціалістична Республіка, СРСР — 22 лютого 2022, Москва) — радянський і російський актор театру і кіно, Народний артист Російської Федерації (1996).

## Життєпис
Олег Михайлович Вавилов народився 1950 року в узбецькому місті Термез в сім'ї військовослужбовця. У 1957 році пішов до школи. За час навчання змінив кілька шкіл, в зв'язку з новими призначеннями батька і пов'язаними з ними переїздами.
У 1967 році Вавилов вступив на перший курс ГІТІСу ім. А. В. Луначарського і потрапив у майстерню на акторський курс до професора Марини Орлової і народного артиста СРСР Василя Орлова, який в той час був також актором МХАТу. Дипломними роботами Олега Вавилова стали ролі в спектаклях: «Одруження» Миколи Гоголя (Кочкарьов), «Платон Кречет» Олександра Корнійчука, «Шість персонажів у пошуках автора» Луїджі Піранделло.
У 1971 році зіграв першу роль на сцені казанського БДТ ім. Качалова. Це була роль Малюка в спектаклі «Затюканий апостол» Маканка. Далі — роль Валентина в спектаклі «Валентин і Валентина» Михайла Рощина і роль Герострата в спектаклі «Забути Герострата!..» Григорія Горіна.
У 1974 році Вавилов почав грати в московському ТЮГу. Серед зіграних там ролей: Д'Артаньян в «Трьох мушкетерах» (мюзикл в постановці Олександра Товстоногова, Марка Розовського, музика Максима Дунаєвського), далі — «Казка про царя Салтана» Олександра Пушкіна, «Зупиніть Малахова», «Останні» Максима Горького. З 1978 по 2003 рік Олег Вавилов — актор Театру на Малій Бронній. Першою роботою в цьому театрі стала роль Луніна в спектаклі «Лунін, або смерть Жака» Едварда Радзинського режисера Олександра Дунаєва.
Паралельно він грав у театрі «Біля Нікітських воріт» (спектакль «Романси з Обломовим») і театрі «Сфера» (спектакль «Сміх у темряві»).
У 2004 році актор вступив до Театра Сатири, де служить до цього дня.

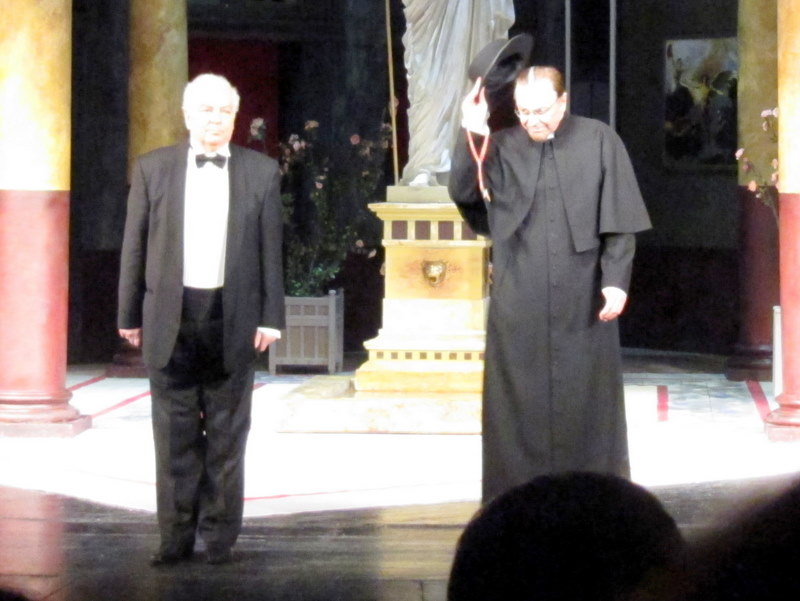
На виставі «Орніфль» у Театрі Сатири з Михайлом Державіним

У 2005 році почав брати участь у постановці Світлани Враговаої «Старий Дім» в театрі «Модерн».
У 2008 році в театр «Модерн» з Театру Сатири був перенесений спектакль «Одного разу в Парижі» за участю Віри Васильєвої та Максима Демченка (раніше в ньому брав участь Антон Кукушкін). Вистава продовжує йти на Малій сцені театру «Модерн» і має більший успіх.
Першою роботою Вавилова в кіно стала зіграна ним в 1976 році роль ординарця Альоші в фільмі «Ім'я користувача: Лукач». А в 1977 році Олег Михайлович зіграв одну зі своїх найбільш знакових ролей — роль Юри у фільмі «Дивна жінка» Ю. Райзмана.

### Родина
- Дружина — Наталія Веніамінівна Бата, директорка музею-квартири В. І. Немировича-Данченка
  - Син — Георгій (1981—2016), актор Малого театру[2]

## Визнання і нагороди
- Заслужений артист РРФСР (11 травня 1990 року)
- Народний артист Російської Федерації (30 серпня 1996 роки)
- 1992 рік — Приз «Кришталева троянда» за роль Несчастливцева в спектаклі «Ліс».
- 1999 рік — Премія «Чайка» в номінації «Злодій» за роль Дягілєва в спектаклі «Ніжинський, божевільний Божий клоун» (реж. — А. Житинкин)

## Ролі в театрі

### ГІТІС
- «Одруження» — Кочкарьов
- «Платон Кречет»
- «Добре!»
- «Шість персонажів у пошуках автора»
- «Єгор Буличов та інші»

### Казанський БДТ імені Качалова
- 1971 — «Затюканий апостол» (Андрій Макайонок) — Малюк
- «Валентин і Валентина» (М. Рощин) — Валентин
- «Забути Герострата!..» (Г. Горін) — Герострат
- «Дикунки» (Олеександр Островський)
- «Жорстокість» — Єгоров
- «Продовження» — Вадим Байков
- «Камінний господар»
- «Нерівний шлюб» — філолог Кирило
- «Чарівні гуслі» — Чолга

### Московський ТЮГ
- «Три мушкетери» (Александра Дюма) (постановка Олександра Товстоногова, Марка Розовського) — Д'Артаньян
- «Герой нашого часу» (Михайла Лермонтова) (Режисер А. Кігель) — Грушницький
- «Казка про царя Салтана» (Олександра Пушкіна) (Режисер Ю. Жигульський) — Салтан
- «У порядку обману» — Майкл
- «Два клена» — Ведмідь
- «Нахальонок» — Богатир
- «Прості хлопці» (режисер Ю. Жигульський) — Антон
- «Зупиніть Малахова» (режисер Ю. Жигульський) — Журналіст
- «Останні» (Максима Горького) (режисер Ю. Жигульський) — Олександр

### Театр на Малій Бронній
- «Лунін, або смерть Жака» (Едвард Радзинський) (режисер Олександр Дунаєв) — Лунін
- «Чарівник Смарагдового міста» — Батько, Страж Смарагдового міста
- «Фіранки» (режисер Лев Дуров) — Снігова
- «Відпустка по пораненню» (режисер Олександр Дунаєв) — Лейтенант Володька
- «Одруження» (режисер Анатолій Ефрос) — Кочкарьов
- «Дон Жуан» (режисер Анатолій Ефрос) — Дон Жуан
- «Місяць у селі» (режисер Анатолій Ефрос) — Бєляєв, Ракітін
- «Спогад» (режисер Анатолій Ефрос) — Турківський
- «Три сестри» (режисер Анатолій Ефрос) — Вершинін
- «Лікарі» («Чорна пігулка»)
- «Детектив кам'яного століття» (режисер Євген Лазарєв) — людина Боя
- «Солдатами не народжуються» (режисер Євген Лазарєв) — Артем'єв
- «…Люблячий вас Коля» («Юна Русь») (режисер Д. Шанцер) — Віллі
- «Варіації Феї Драже» (режисер А. Співак) — Вчений
- «Татуйовані душі» (режисер С. Унковського) — Войдан
- «Мати Ісуса» (режисер В. Портнов) — старший син
- «Подія» (режисер А. Сагальчик) — Трощейкін
- «Ліс» (режисер Лев Дуров) — Нещасливцев
- «Кожен по-своєму» (режисер О. Рибкін) — Мікеле Рокко, барон Нуті
- «Дорога в Нью-Йорк» (режисер Л. Дуров) — Пітер Воррен
- «Пристрасті за Торчаловим» (режисер Лев Дуров) — Торчалов
- «Подорож без багажу» (режисер В. Харченко) — Жорж Рено
- «Ніжинський, божевільний Божий клоун» (режисер Андрій Житинкін) — Дягілєв
- «Король, дама, валет» (режисер Ю. Іоффе) — Курт Драєр
- «Портрет Доріана Грея» (режисер Андрій Житинкін) — лорд Генрі Воттон
- «Лулу» (режисер Андрій Житинкін) — Людвіг Шен
- «Калігула» (режисер Андрій Житинкін) — управитель палацу
- «Анна Кареніна» (режисер Андрій Житинкін) — Каренін

### Всеросійське об'єднання творчих майстерень СТД
- «Будинок чотири, корпус два, квартира вісім» (режисер А. Кігель) — чоловік

### Театр «Сцена 101»
- «Нірвана» — Пейо Яворів

### Театр «Біля Нікітських воріт»
- «Романси з Обломовим» (постановка Марка Розовського) — Обломов

### Міжнародна конфедерація театральних союзів
- «Гамлет» (режисер П. Штайн) — Привид
- «Борис Годунов» (режисер Деклан Доннеллан) — Мнішек, Патріарх

### Театр «Сфера»
- «Сміх у темряві», (режисер Катерина Єланська) — Бруно Кречмар

### Антреприза
- «Міледі», «Антреприза Є», (режисер Е. Каменькович) — Рошфор
- «Білий лицар», «Театральне агентство LEKUR», (режисер Д. Карасьов) — Полковник Фалькенхейм
- «Анна Кареніна», «Авторський театр Андрія Житинкіна», (режисер Андрій Житинкін) — Каренін

### Театр Сатири
- «Чекати?!», (Режисер Юрій Васильєв) — Іван
- «Нам все ще смішно» — Володимир Маяковський
- «Хомо Еректус», (режисер Андрій Житинкін) — Антон Говоров
- «Ідеальне вбивство», (режисер Андрій Житинкін) — Річард Морган
- «Жінки без кордонів», (постановка Олександра Ширвіндта) — Валентин Борисович
- «Орніфль», (режисер С. Арцибашев) — батько Дюбатон
- «Ненсі», (режисер В. Петров) — містер Бассінгтон
- «Таланти і шанувальники», (режисер Б. Морозов) — князь Дулібів
- «Вечірній виїзд товариства сліпих», (режисер М. Чумаченко) — Серйозний
- «Невидимі світу сльози», (режисер Б. Щедрін) — Чехов, Смирнов, Нюхін, Цибухов
- «Сумно, але смішно», (постановка Олександра Ширвіндта, Юрія Васильєва) — ювілейний огляд
- «Концертна бригада вітати Вас рада. Театр Сатири на фронті», (режисер Юрій Васильєв) — Кутузов
- «Фатальний потяг», (режисер Андрій Житинкін) — Френк
- «Бравісимо!», (Режисер Олександра Ширвіндта) — Вілфред Бонд
- «Платонов», (Режисер Павло Сафонов) — Венгеровіч-старший

### Театр «Модерн»
- «Старий будинок», (режисер Софія Врагова) — Ігор Сергійович
- «Одного разу в Парижі», (режисер Юрій Васильєв) — Іван

## Фільмографія
- 1975 — Трактирниця — Фабриціо
- 1976 — Псевдонім: Лукач — Альоша
- 1977 — Дивна жінка — Юра Агапов
- 1979 — Цезар і Клеопатра — Апполодор
- 1980 — Друге народження — Гена Русанов
- 1980 — Я — акторка — Антон Павлович Чехов
- 1968-1981 — Кабачок "13 стільців" — пан Збишек
- 1981 — Всім — спасибі! — оператор
- 1982 — Олексій Кольцов. Піднестися до вашої дружби… — Олексій Кольцов
- 1982 — Солдат і змія — Співак
- 1982 — Не було печалі — Бобков Борис Іванович
- 1983 — Місяць в селі — Ракитін
- 1983 — Відпустка по пораненню — лейтенант Володимир Канаєв
- 1983 — Прискорення — Совинський
- 1984 — Сніг у вересні — Сергій
- 1984 — Я, Бомарше! — біограф
- 1985 — Виконати свій обов'язок — Луначарський Анатолій Васильович
- 1986 — Лунін або смерть Жака — Лунін
- 1987 — Загадковий спадкоємець — Ілля
- 1987 — Кінець Вічності — Ендрю Харлан
- 1987 — Люблячий Вас Коля — Віллі
- 1987 — Маю честь
- 1987 — Син — Борис Борисович
- 1989 — Мандрівний автобус — артист Сергій Павлович
- 1989 — Свій хрест — чоловік у купе
- 1991 — Дело Сухово-Кобылина
- 1991 — Собаче щастя
- 1999 — Ніжинський, божевільний Божий клоун — Сергій Дягілєв, антрепренер
- 2002 — Моя межа — полковник
- 2003 — Бідна Настя
- 2004 — Близнюки — Звягінцев
- 2005 — КДБ в смокінгу — начальник ЦРУ
- 2005 — Полювання на асфальті — батько Анжели
- 2005 — Я не повернуся — Роман Петрович
- 2006 — Шпигунські ігри — Іван
- 2008 — Непереможний — генерал Зубов
- 2009 — Морський патруль — 2 — професор
- 2010 — У лісах і на горах — нотаріус
- 2010 — Дворик — Едуард Юхимович
- 2010 — Дівич-вечір — Леонід Петрович
- 2010 — Втеча — Віктор Панін
- 2010 — Ідеальне вбивство — Річард Морган
- 2010 — Я не я — помічик президента
- 2011 — Голубка — Олександр Євгенович
- 2012 — Око боже (документальний) — Петро Демичев
- 2012 — Втеча-2 — Виктор Панин
- 2012 — Без сліду (6-та серія) — Дмитро Князєв
- 2012 — Хомо Еректус — Антон Говоров, депутат
- 2012-2013 — Не плач по мені, Аргентина! — Сергій Рябінін, забута естрадная зірка
- 2014 — Дорога додому — Микола Юрійович Потапов, мер, генерал у відставці
- 2016 — Пушкін —  Петро Семенович, спонсор
- 2016 — Фатальний потяг (фільм-спектакль) —  Френк

Озвучування / дубляж / документальні
- 1977 — Життя в борг / Bobby Deerfield… Аль Пачіно — Bobby
- 1991 — Суцільні неприємності / Nothing But Trouble
- 1996 — Дорога додому 2: Загублені в Сан-Франциско / Homeward Bound II: Lost in San Francisco (1996)
- 2006 — Еммануїл Віторган і Алла Балтер. По обидва боки життя (документальний) / читає текст
- 2011 — Режисер Олександр Дунаєв. Над пропонованими обставинами радянського театру (документальний) / участь у фільмі